# Lac Mendota
Le lac Mendota est un lac des États-Unis situé dans le comté de Dane, au Wisconsin. D'une superficie de 39,4 km2, il est le plus important des quatre lacs qui entourent la ville de Madison.